# Angels with Dirty Faces (album Sugababes)
Angels with Dirty Daces – drugi album studyjny brytyjskiej grupy Sugababes. Dwa pierwsze single z płyty, „Freak like Me” oraz „Round Round”, zadebiutowały na 1. miejscu brytyjskiej listy przebojów TOP 40. W przeciwieństwie do poprzedniego wydawnictwa na tym albumie nie zaśpiewała już Siobhan Donaghy. Zastąpiła ją Heidi Range.

## Lista utworów
| #   | Tytuł                                            | Długość |
| --- | ------------------------------------------------ | ------- |
| 1.  | "Freak like Me"                                  | 3:19    |
| 2.  | "Blue"                                           | 3:58    |
| 3.  | "Round Round"                                    | 3:59    |
| 4.  | "Stronger"                                       | 4:02    |
| 5.  | "Supernatural"                                   | 3:39    |
| 6.  | "Angels With Dirty Faces"                        | 3:50    |
| 7.  | "Virgin Sexy"                                    | 3:47    |
| 8.  | "Shape"                                          | 4:12    |
| 9.  | "Just Don't Need This" (UK Bonus Track)          | 3:32    |
| 10. | "No Man, No Cry" (UK Bonus Track)                | 3:34    |
| 11. | "Switch"                                         | 3:39    |
| 12. | "More Than A Million Miles"                      | 3:26    |
| 13. | "Breathe Easy" (Acoustic Jam)                    | 4:01    |
| 14. | "Round Round" (Alternative Mix) (UK Bonus Track) | 6:07    |